# لاري كيتنير
لاري كيتنير (بالإنجليزية: Lari Ketner)‏ مواليد 1 فبراير 1977 في فيلادلفيا - الوفاة 10 أكتوبر 2014، كان لاعب كرة سلة أمريكي. تم اختياره من قبل فريق شيكاغو بولز خلال الدرافت. بلغ طوله 6 قدم 10 بوصة (2.1 م). لعب كرة السلة الجامعية في جامعة ماساتشوستس في أمهيرست.

## المسيرة الاحترافية
لعب مع شيكاغو بولز في سنة 1999، ثم لعب مع كليفلاند كافالييرز في سنة 2000، ثم لعب مع إنديانا بايسرز في سنة 2001.

## روابط خارجية
- لاري كيتنير على موقع إن بي أي (الإنجليزية)
- لاري كيتنير على موقع سبورتس رفرنس (الإنجليزية)
- لاري كيتنير على موقع كرة السلة الأوروبية.كوم (الإنجليزية)
- لاري كيتنير على موقع كلية كرة السلة في سبورتس رفرنس.كوم (الإنجليزية)
- لاري كيتنير على موقع ريلجم (الإنجليزية)
- لاري كيتنير على موقع بروبوليرز (الإنجليزية)